# Seria GP2 – Yas Marina 2011
Runda GP2 na torze Yas Marina – runda mistrzostw serii GP2 w sezonie 2012 niezaliczana do klasyfikacji generalnej. Runda na torze Yas Marina w Abu Zabi początkowo miała kończyć sezon, jednak ostatecznie włodarze serii postanowili zrezygnować z organizacji wyścigów poza granicami Europy. Wraz z ogłoszeniem informacji na temat połączenia europejskiej oraz azjatyckiej serii GP2 w przyszłym roku, organizatorzy ogłosili również zorganizowanie finału tej serii na torze Zjednoczonych Emiratów Arabskich, która nie była jednak liczona do klasyfikacji sezonu. Włoska firma oponiarska Pirelli nagrodziła dwóch najlepszych kierowców z Serii GP3: Jamesa Calado i Toma Dillmanna.

## Wyniki

### Główny wyścig

#### Wyścig
Źródło: Wyprzedź Mnie!
| P                 | + / –     | Nr | Kierowca               | Konstruktor             | Okr. | Czas / Strata | Komentarz |
| ----------------- | --------- | -- | ---------------------- | ----------------------- | ---- | ------------- | --------- |
| 1                 | Bez zmian | 7  | Fabio Leimer           | Racing Engineering      | 31   | 58:53,563     |           |
| 2                 | 2         | 26 | Luiz Razia             | Caterham Team Air Asia  | 31   | +0:06,911     |           |
| 3                 | 2         | 3  | Jolyon Palmer          | Barwa Addax Team        | 31   | +0:28,708     |           |
| 4                 | 9         | 10 | Marcus Ericsson        | iSport International    | 31   | +0:29,812     |           |
| 5                 | 2         | 18 | Kevin Ceccon           | Scuderia Coloni         | 31   | +0:36,619     |           |
| 6                 | 3         | 9  | Tom Dillmann           | iSport International    | 31   | +0:41,518     |           |
| 7                 | 8         | 22 | António Félix da Costa | Ocean Racing Technology | 31   | +0:42,496     |           |
| 8                 | 3         | 5  | James Calado           | Lotus ART               | 31   | +0:45,669     |           |
| 9                 | 7         | 8  | Nathanael Berthon      | Racing Engineering      | 31   | +0:51,345     |           |
| 10                | Bez zmian | 19 | Stefano Coletti        | Scuderia Coloni         | 31   | +1:02,481     |           |
| 11                | 10        | 17 | Giacomo Ricci          | Super Nova Racing       | 31   | +1:08,632     |           |
| 12                | 7         | 12 | Rio Haryanto           | DAMS                    | 31   | +1:13,503     |           |
| 13                | 1         | 27 | Alexander Rossi        | Caterham Team Air Asia  | 31   | +1:16,572     |           |
| 14                | 12        | 23 | Nicolas Marroc         | Ocean Racing Technology | 31   | +1:28,973     |           |
| 15                | 3         | 11 | Nigel Melker           | DAMS                    | 31   | +1:30,328     |           |
| 16                | 2         | 20 | Julián Leal            | Trident Racing          | 31   | +1:33,669     |           |
| 17                | 8         | 2  | Mihai Marinescu        | Rapax Team              | 31   | +1:35,344     |           |
| 18                | 5         | 16 | Fabio Onidi            | Super Nova Racing       | 31   | +1:43,541     |           |
| 19                | 1         | 21 | Stephane Richelmi      | Trident Racing          | 30   | +1 okr.       |           |
| 20                | 17        | 14 | Josef Kral             | Arden International     | 30   | +1 okr.       |           |
| 21                | 13        | 6  | Esteban Gutierrez      | Lotus ART               | 30   | +1 okr.       |           |
| Niesklasyfikowani |           |    |                        |                         |      |               |           |
|                   |           | 4  | Jake Rosenzweig        | Barwa Addax Team        | 23   |               |           |
|                   |           | 15 | Simon Trummer          | Arden International     | 23   |               |           |
|                   |           | 25 | Jan Charouz            | Carlin                  | 18   |               |           |
|                   |           | 24 | Max Chilton            | Carlin                  | 2    |               |           |
|                   |           | 1  | Dani Clos              | Rapax Team              | 1    |               |           |
| P                 | + / –     | Nr | Kierowca               | Konstruktor             | Okr. | Czas / Strata | Komentarz |

#### Najszybsze okrążenie
| Nr | Kierowca     | Konstruktor        | Czas     | Okr. |
| -- | ------------ | ------------------ | -------- | ---- |
| 7  | Fabio Leimer | Racing Engineering | 1:51,493 | 23   |

### Sprint

#### Wyścig
Źródło: Wyprzedź Mnie!
| P                 | + / –     | Nr | Kierowca               | Konstruktor             | Okr. | Czas / Strata | Komentarz |
| ----------------- | --------- | -- | ---------------------- | ----------------------- | ---- | ------------- | --------- |
| 1                 | Bez zmian | 5  | James Calado           | Lotus ART               | 22   | 41:26,194     |           |
| 2                 | 5         | 10 | Marcus Ericsson        | iSport International    | 22   | +0:01,770     |           |
| 3                 | Bez zmian | 9  | Tom Dillmann           | iSport International    | 22   | +0:07,695     |           |
| 4                 | 2         | 3  | Jolyon Palmer          | Barwa Addax Team        | 22   | +0:13,040     |           |
| 5                 | 16        | 6  | Esteban Gutierrez      | Lotus ART               | 22   | +0:27,012     |           |
| 6                 | 2         | 18 | Kevin Ceccon           | Scuderia Coloni         | 22   | +0:28,025     |           |
| 7                 | 6         | 27 | Alexander Rossi        | Caterham Team Air Asia  | 22   | +0:29,909     |           |
| 8                 | 1         | 26 | Luiz Razia             | Caterham Team Air Asia  | 22   | +0:30,022     | [ 6 ]     |
| 9                 | 17        | 1  | Dani Clos              | Rapax Team              | 22   | +0:30,139     |           |
| 10                | 2         | 7  | Fabio Leimer           | Racing Engineering      | 22   | +0:30,570     |           |
| 11                | 7         | 16 | Fabio Onidi            | Super Nova Racing       | 22   | +0:33,066     |           |
| 12                | 8         | 14 | Josef Kral             | Arden International     | 22   | +0:40,517     |           |
| 13                | 11        | 22 | António Félix da Costa | Ocean Racing Technology | 22   | +0:44,351     | [ 7 ]     |
| 14                | 6         | 4  | Jake Rosenzweig        | Barwa Addax Team        | 22   | +0:45,524     |           |
| 15                | 6         | 15 | Simon Trummer          | Arden International     | 22   | +0:45,921     |           |
| 16                | 9         | 24 | Max Chilton            | Carlin                  | 22   | +0:46,846     |           |
| 17                | 7         | 25 | Jan Charouz            | Carlin                  | 22   | +0:48,347     |           |
| 18                | 1         | 21 | Stephane Richelmi      | Trident Racing          | 22   | +0:48,702     |           |
| 19                | 10        | 8  | Nathanael Berthon      | Racing Engineering      | 22   | +0:49,101     |           |
| 20                | 5         | 11 | Nigel Melker           | DAMS                    | 22   | +0:49,778     |           |
| 21                | 5         | 20 | Julián Leal            | Trident Racing          | 22   | +0:50,399     |           |
| 22                | 8         | 23 | Nicolas Marroc         | Ocean Racing Technology | 22   | +0:53,398     |           |
| 23                | 12        | 17 | Giacomo Ricci          | Super Nova Racing       | 22   | +0:59,543     |           |
| 24                | 12        | 12 | Rio Haryanto           | DAMS                    | 22   | +1:12,642     |           |
| Niesklasyfikowani |           |    |                        |                         |      |               |           |
|                   |           | 19 | Stefano Coletti        | Scuderia Coloni         | 21   |               |           |
|                   |           | 2  | Mihai Marinescu        | Rapax Team              | 20   |               |           |
| P                 | + / –     | Nr | Kierowca               | Konstruktor             | Okr. | Czas / Strata | Komentarz |

#### Najszybsze okrążenie
| Nr | Kierowca   | Konstruktor            | Czas     | Okr. |
| -- | ---------- | ---------------------- | -------- | ---- |
| 18 | Luiz Razia | Caterham Team Air Asia | 1:51,551 | 15   |

### Lista startowa
| Team                                 | Nr | Kierowca               |
| ------------------------------------ | -- | ---------------------- |
| Rapax Team                           | 1  | Dani Clos              |
| Rapax Team                           | 2  | Mihai Marinescu        |
| Barwa Addax Team                     | 3  | Jolyon Palmer          |
| Barwa Addax Team                     | 4  | Jake Rosenzweig        |
| Lotus ART                            | 5  | Esteban Gutiérrez      |
| Lotus ART                            | 6  | James Calado           |
| Racing Engineering                   | 7  | Fabio Leimer           |
| Racing Engineering                   | 8  | Nathanael Berthon      |
| iSport International                 | 9  | Tom Dillmann           |
| iSport International                 | 10 | Marcus Ericsson        |
| DAMS                                 | 11 | Nigel Melker           |
| DAMS                                 | 12 | Rio Haryanto           |
| Arden International                  | 14 | Josef Kral             |
| Arden International                  | 15 | Simon Trummer          |
| Super Nova Racing                    | 16 | Giacomo Ricci          |
| Super Nova Racing                    | 17 | Fabio Onidi            |
| Scuderia Coloni                      | 18 | Stefano Coletti        |
| Scuderia Coloni                      | 19 | Kevin Ceccon           |
| Trident Racing                       | 20 | Julián Leal            |
| Trident Racing                       | 21 | Stephane Richelmi      |
| Ocean Racing Technology              | 22 | António Félix da Costa |
| Ocean Racing Technology              | 23 | Nicolas Marroc         |
| Carlin                               | 24 | Max Chilton            |
| Carlin                               | 25 | Jan Charouz            |
| Team Air Asia Caterham Team Air Asia | 26 | Luiz Razia             |
| Team Air Asia Caterham Team Air Asia | 27 | Alexander Rossi        |